# Caya Makhélé
Caya Makhélé, nom de plume de Joseph Makélé est un écrivain congolais né le 3 août 1952 à Pointe-Noire.

## Biographie
Caya Makhélé s'est intéressé très tôt au théâtre. Ses pièces, Ya bon chicouangue et La Liberté des autres ont été créées à Brazzaville autour des années 80. Le Coup de vieux (éd. Présence Africaine, 1988) a été écrite en collaboration avec Sony Labou Tansi. La Fable du cloître des cimetières, qui a obtenu le grand prix Tchicaya U Tam'si au concours ACCT/RFl, a été publiée en 1995, suivi de Picpus ou la danse aux amulettes.
Il a écrit des nouvelles : Les travaux d'Ariane et 15 autres nouvelles (1995) ; des romans : L'Homme au landau (l988) et Le Cercle des vertiges ; ses livres consacrés à la jeunesse : Une vie d'éléphant (1987), Le Voyage inattendu (1989), Les Aventures de Kimboo, Boubou et Ako (1989), Le Vieil Homme et le Petit Garnement (1992), L'Enfant sorcier (2000) et un recueil de poèmes A plein cœur (1998). 
En France depuis 1983] Caya Makhélé y a fait des études supérieures de théâtre, de cinéma et a obtenu un DEA et un DESS en sciences de l'éducation. Metteur en scène, animateur d'ateliers d'écritures, créateur d'évènements, il a collaboré à la revue Autrement puis, créé avec Léandre Baker la revue Équateur, dont un des numéros, consacré à Sony Labou Tansi, a publié en avant-première la pièce Antoine m’a vendu son destin. Il est Sociétaire de la SACD (Société des auteurs et compositeurs dramatiques) ainsi que de La SOFIA (Société Française des Intérêts des Auteurs de l'écrit).
Caya Makhélé est lauréat 2025 du prix African Creators décerné à Prague, pour l'ensemble de son œuvre.

## Parcours
- 1985 : directeur de collection aux Éditions Autrement en tandem avec Bruno Tilliette
- 1989 : résident à la Chartreuse de Villeneuve lez Avignon avec une bourse du CNL, écriture de La Fable du Cloître des Cimetières
- 1997 : membre du jury Littérature des 3èmes Jeux de la Francophonie à Madagascar
- 2001 : président du jury Conte des 4èmes Jeux de la Francophonie à Ottawa (Canada)

## Prix
- En 1993, il a obtenu le Grand Prix Tchicaya U Tam’Si de Radio France Internationale en théâtre
- En 1994, il a obtenu le Grand Prix de la meilleure nouvelle de langue française
- En 1996, il a obtenu le Chilcote Award du Festival de Théâtre de Cleveland (États-Unis)
- En 2025, il a obtenu pour l'ensemble de son œuvre le Prix African Creators (Prague)[1]

## Publications

### Romans
- L’Homme au Landau, (L’Harmattan)
- Le cercle des Vertiges, (L’Harmattan)
- Ces jours qui dansent avec la nuit, (Acoria)
- Les Matins de Prague, (Acoria)

### Nouvelles
- L'Outremer, illustrée par Loustal, (Casterman)
- Les Travaux d’Ariane, (Sépia)

### Théâtre
- Légende de la Folle dansante (Acoria éditions)
- Les 7 métamorphoses de Mytho (Acoria éditions, 2e édition)
- L'étrange destin de Batouala (Acoria éditions)
- Le Coup de Vieux,  en collaboration avec Sony Labou Tansi (Présence Africaine)
- La Fable du Cloître des Cimetières, (1re édition La Chartreuse, réédité chez L’Harmattan) traduit en anglais, tchèque et allemand.
- La Danse aux Amulettes, (Acoria, 2e édition)
- Les travaux d’Ariane, suivi de Destins et de Quelque part en ce monde, (Asphalte éditions)
- L'étrangère (Acoria éditions)
- Sortilèges (Acoria éditions)

### Poésie
- À plein cœur, coll. Le buisson ardent, (l’Arbre à paroles - Liège)
- Traduit du pays de ma mémoire (Acoria éditions)
- Lettres de Cuba, (Acoria)
- Murmures d'Afrique, poésie jeunesse, (Acoria)
- Le temps des masques (Acoria éditions)

### Littérature jeunesse
- Une Vie d’éléphant, récit (Hachette)
- Les Aventures de Kimboo, Boubou et Ako, contes (Hachette)
- Le Voyage Inattendu, récit (L’harmattan)
- Le Vieil Homme et le Petit Garnement, récit (Hurtubise – Canada, 3e édition) traduit en allemand
- L’enfant sorcier, récit, coll. Partage, (Acoria,3e édition)
- Le Défi, roman, coll. Enquêtes, (Acoria 2e édition)

### Essais
- Théâtre et humanité en dialogue (Acoria éditions)
- Textes et dramaturgies du Monde, (Lansman)
- L’Afrique des syncrétismes, (L’Arbre à palabres)
- Écrire l'Afrique et ses diasporas (Acoria éditions)

### Ouvrages collectifs
- Théâtres d’Afrique Noire, en collaboration avec François Campana (Alternatives théâtrales, n° 48, Bruxelles).
- Nous Tintin, ouvrage collectif0, avec Michel Serres, Erik Orsenna, William Boyd, etc. (Télérama/Moulinsart, Paris - Bruxelles).
- Quand le printemps est arabe, ouvrage collectif sous la direction de Assia Belhabib (Éditions La croisée des chemins).

## Créateur d’événements
- En 1995, il a participé à l'organisation du Festival Rencontre Afrique-Brésil, à Vitória au Brésil, ainsi que plusieurs tournées avec des spectacles pour enfants, des ateliers d’écriture et de dramaturgie, notamment autour des Nègres de Jean Genet
- En 2004, il a créé avec Victor Bouadjo Le Salon du livre africain d’Angers
- En 2008, il lance les Rencontres du livre Afrique – Caraïbes – Maghreb de Châtenay-Malabry, Un auteur joué dans divers théâtres
- En 1980, il accompagne le Théâtre d’Art Africain, qui tourne en Afrique et en Europe, avec les créations suivantes :
  - La Liberté des Autres (texte et mise en scène) au CCF de Brazzaville et à Kinshasa
  - Le Boxeur, au Théâtre Noir (Paris) ;
  - Y a bon chicouangue, au Théâtre de la Différence (Paris) ;
  - Les Fruits du Soleil,  à l’Espace Jorge Amado (Paris) ;
  - La Fiancée du Diable, à l’Espace Jean Cocteau (Créteil).

Caya Makhélé est, comme auteur, également joué à travers le monde : Théâtre Spirale, Théâtre de Poche à Genève, Théâtre Daniel Sorano à Dakar, Cleveland Theatre aux États-Unis, Didiga Théâtre en Côte d’Ivoire, le Conservatoire de Théâtre de Montréal, le Centre Wallonie-Bruxelles à Paris, le Festival des Francophonies à Limoges en France.

## Quelques créations
- Le petit matin, Court Saint-Jean, la Chartreuse, 1989.
- Le Coup de Vieux de Sony Labou Tansi et Caya Makhélé (qui a reçu en 1996 le Prix spécial du Jury à Carthage pour la mise en scène et l’interprétation), mise en scène Abdoulaye Diop Dany.
- La Danse aux Amulettes, création au festival d’Avignon Off, jouée du 10 juillet au 2 août 1997 et reprise à Paris du 14 septembre au 14 octobre 1997.
- La Fable du Cloître des Cimetières, pièce programmée au Festival International des Francophonies de limoges, du 27 septembre au 1er octobre 1997, et 2003 par la Radio Nationale Tchèque dans une traduction de Matylda et Michal Láznovský
- Les travaux d’Ariane, pièce programmée au Festival International des Francophonies de limoges, en 1999, reprise dans le cadre d’Afrique en Créations à Lille dans une mise en scène par Koffi Kwahule en 2000, et en 2003 au Festival de Guyane, puis au TILF (Théâtre international de langue française).
- Ariane d'après Les Travaux d'Ariane, mise en scène Odile Pedro-Leal, en mai 2001 ; Zéphyr, Cayenne. Mai 2001, Festival de théâtre des Abymes. Juin 2001 ; Cinéma Le Toucan, Saint- Laurent du Maroni et à la Salle Polyvalente à Kourou. Compagnie : le Guyane Art Théâtre.
- Bajka o lásce, pekle a márnici  Matylda a Michal LázŔovsk˘ch,  Divadlo Na Fidlovaăce – Praha 2004.
- L’Étrangère, par le Guyane Art théâtre et présentée au Festival de Fort-de-France en 2008.
- Les 7 métamorphoses de Mytho, mise en scène de Arielle Bloesch et présentée au Festival Les Théâtrales de novembre, Fort-de-France en 2022.